# Sepulcro de Ramón Folch de Cardona-Anglesola
El sepulcro o sarcófago de Ramón Folch de Cardona-Anglesola, es un monumento funerario realizado por el escultor renacentista italiano Giovanni da Nola entre los años 1522 y 1525 y que se encuentra instalado en la iglesia parroquial de San Nicolás de Bellpuig en Lérida (España).

## Historia
Se realizó esta obra en mármol blanco de Carrara, en Nápoles, ciudad en la que Ramón Folch de Cardona había sido virrey desde el año 1510 hasta su muerte ocurrida en 1522. Su viuda Isabel de Requesens y Enríquez de Velasco encargó el mausoleo al escultor local Giovanni da Nola. Disponiendo el traslado de los restos de su marido y del sepulcro a su villa natal de Bellpuig, donde fue situado en el convento de San Bartolomé de Bellpuig, que el difunto había fundado. Estuvo allí hasta que fue trasladado en 1835 con motivo de la exclaustración a la iglesia parroquial de San Nicolás.

## Descripción
Fue construido con una estructura de tipo arquitectónico en forma de arco de triunfo con la significación de la victoria sobre la muerte y con un concepto en la iconografía de ideología humanista propio de la escultura del Renacimiento italiano. Alexandre de Laborde en su libro Viaje pintoresco e histórico en España, hace una descripción de las más precisas del monumento funerario:

...un monumento es de un trabajo superior a todos los que incluye la provincia. Este mausoleo, hecho de un bello mármol blanco, presenta un gran bloque de arquitectura de treinta pies de altura. Al centro hay un sepulcro de Ramón de Cardona sostenido por esfinges y colocado en un arcosolio semicircular que aguanta la estatua del héroe, echado y armado a la antigua.

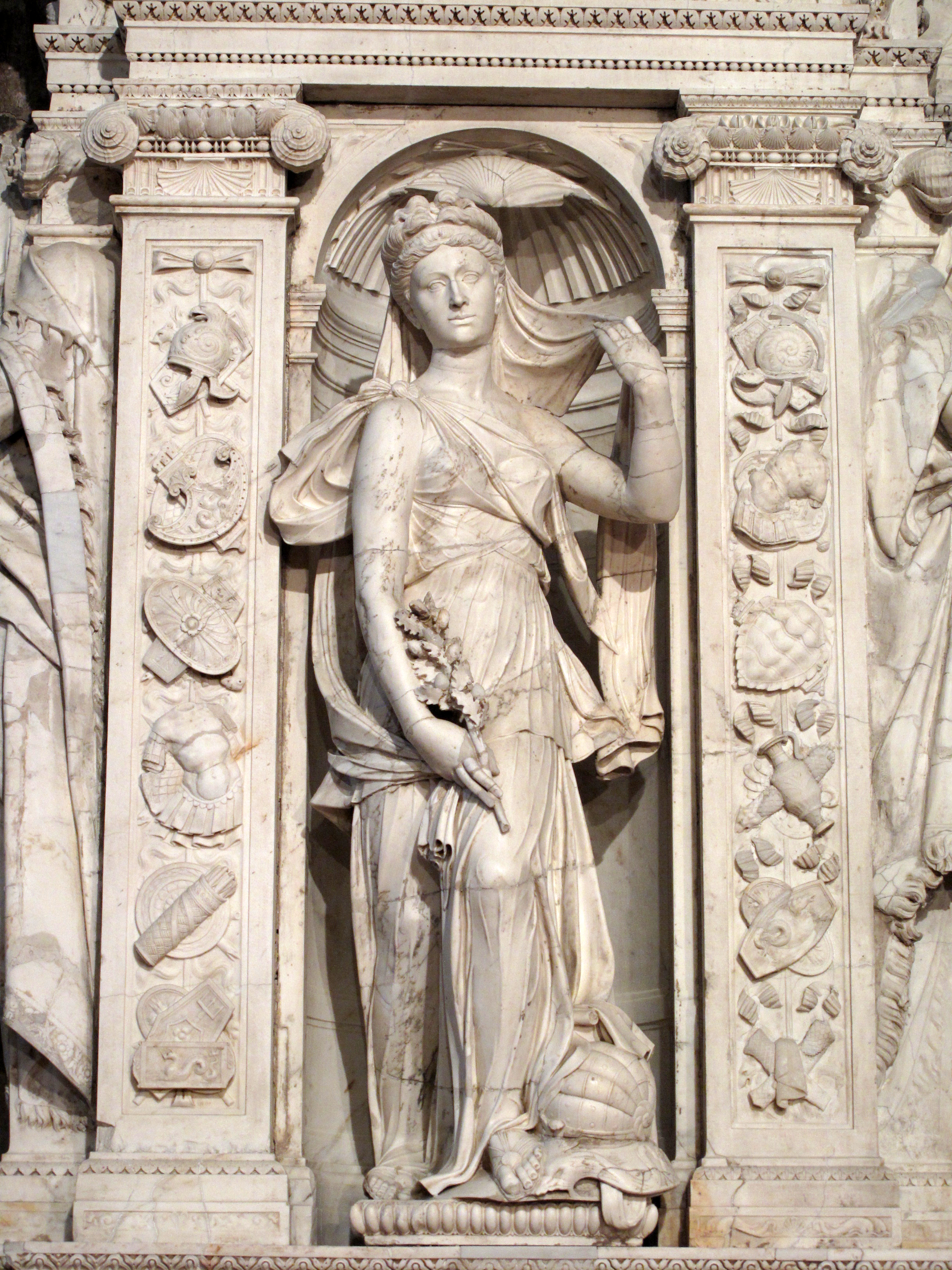
Representación de La Paz.
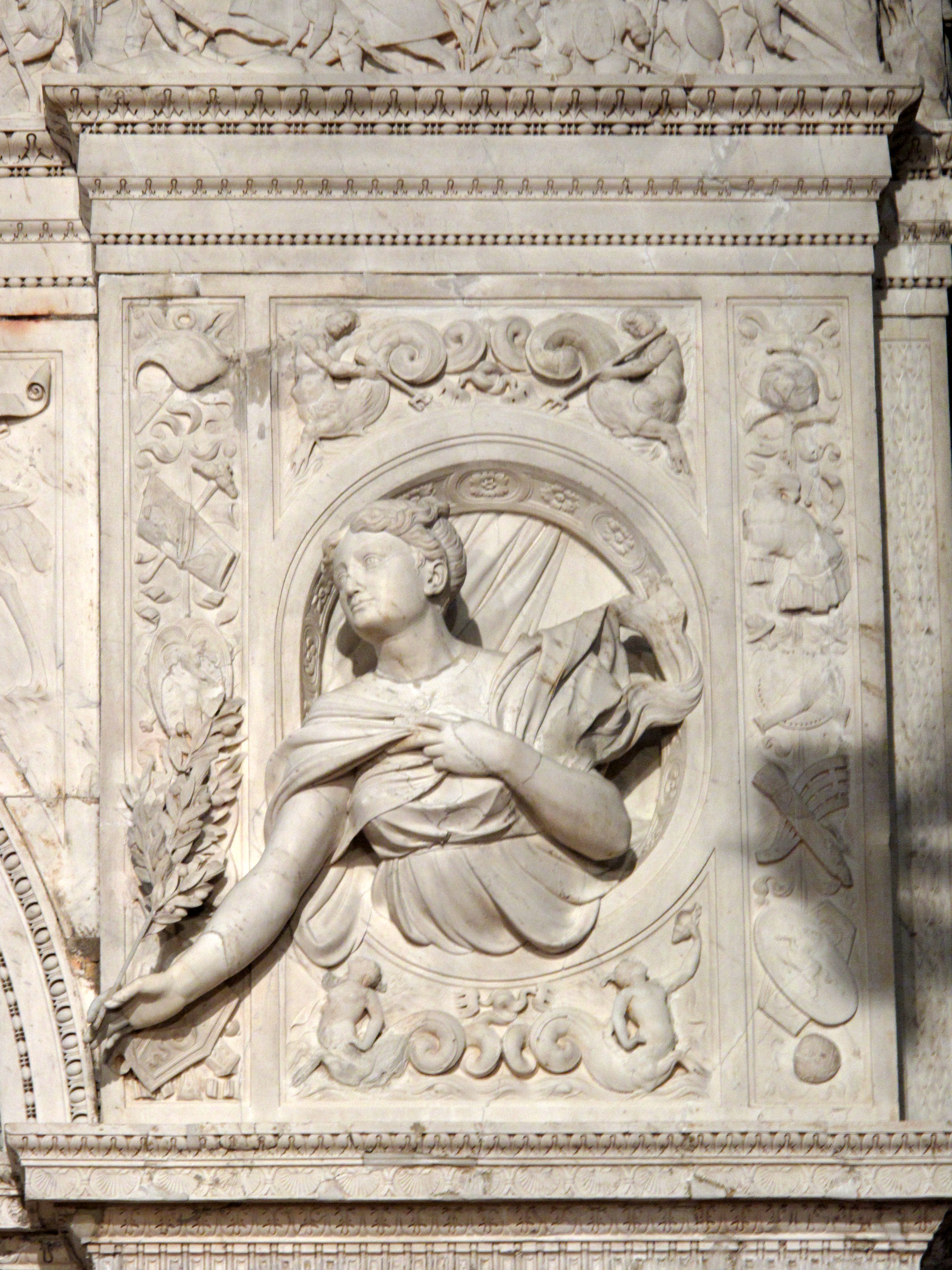
Alegoría de La Fama.
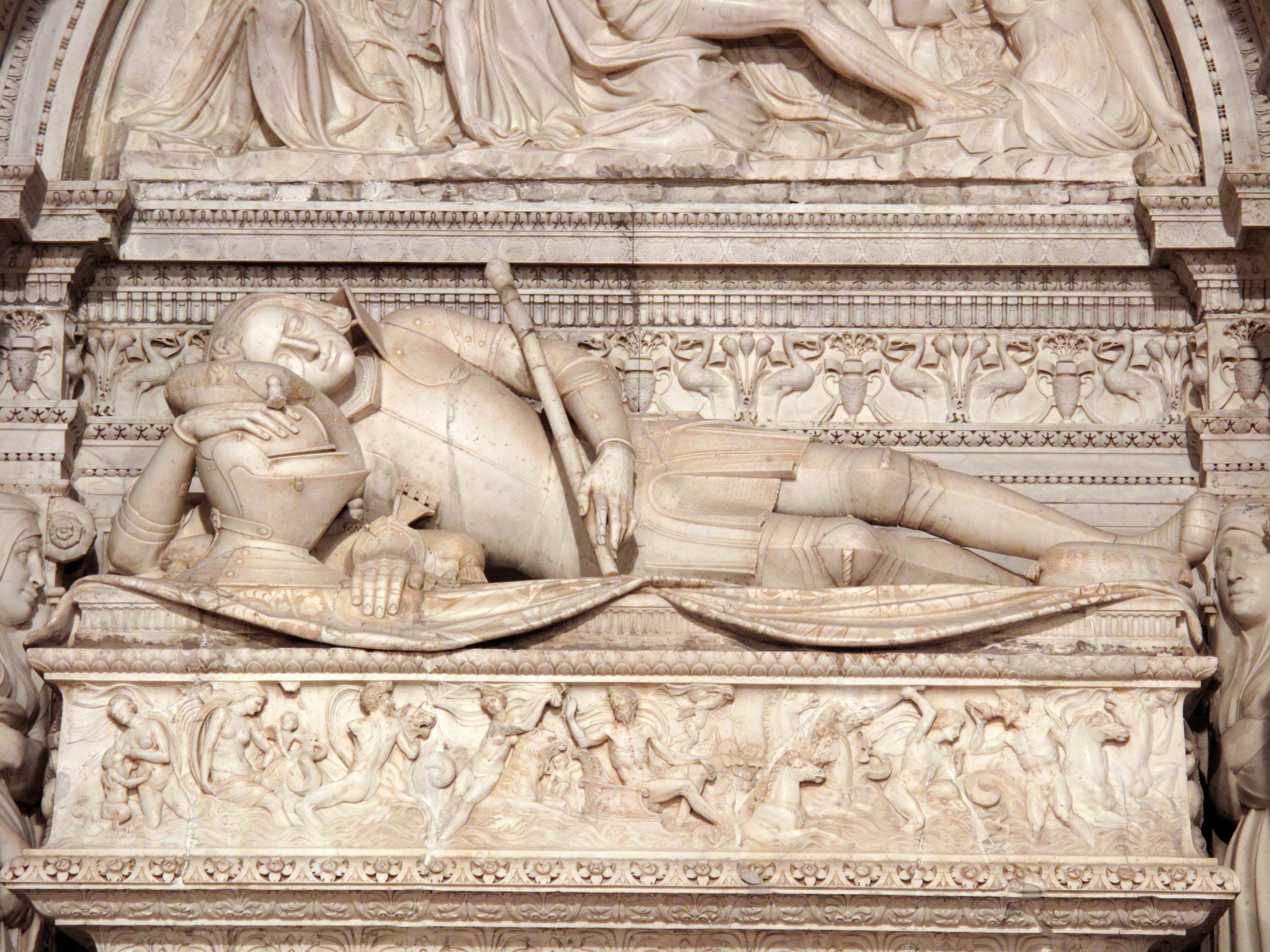
Escultura del yacente.
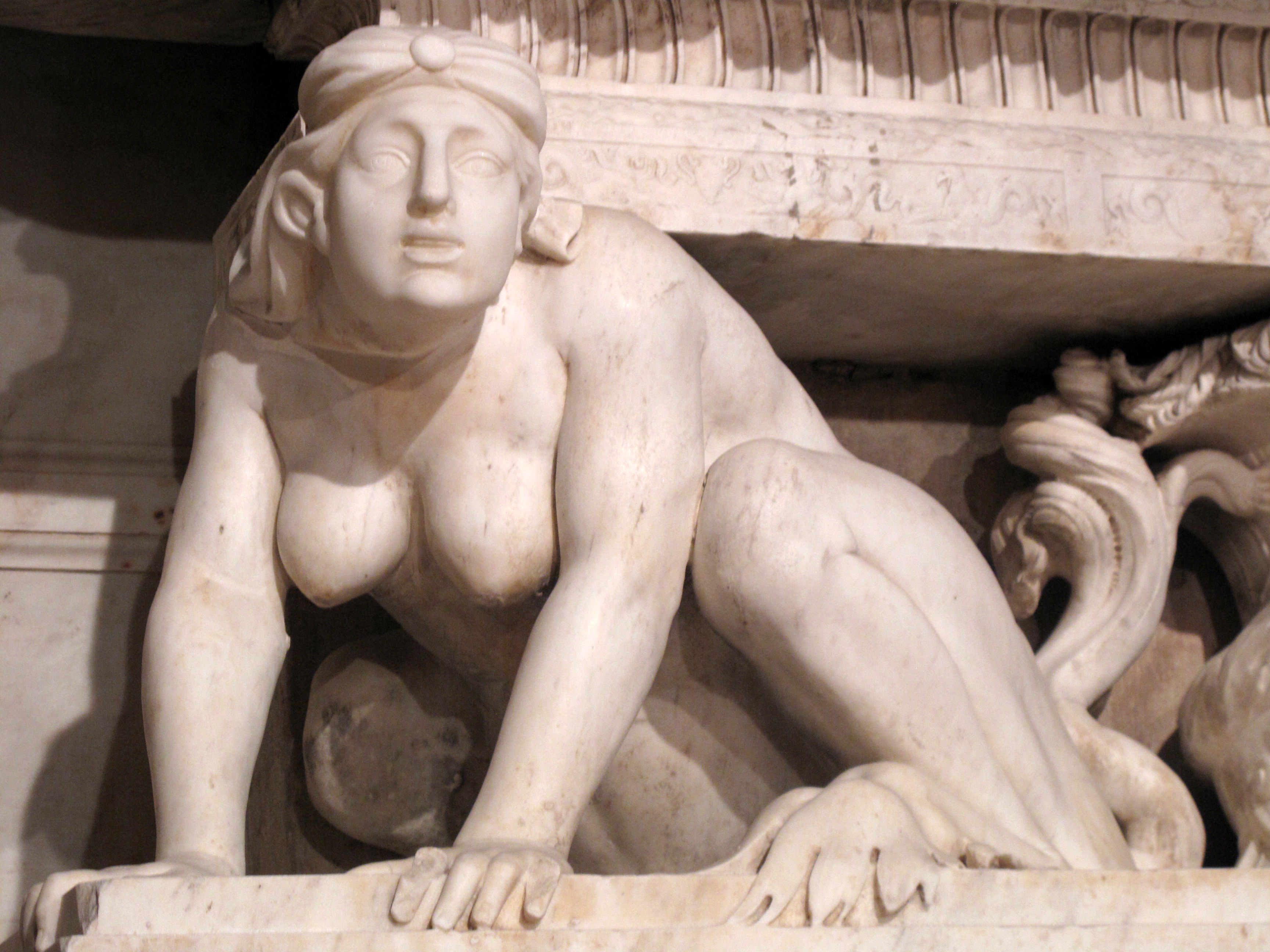
Esfinge de la parte izquierda.
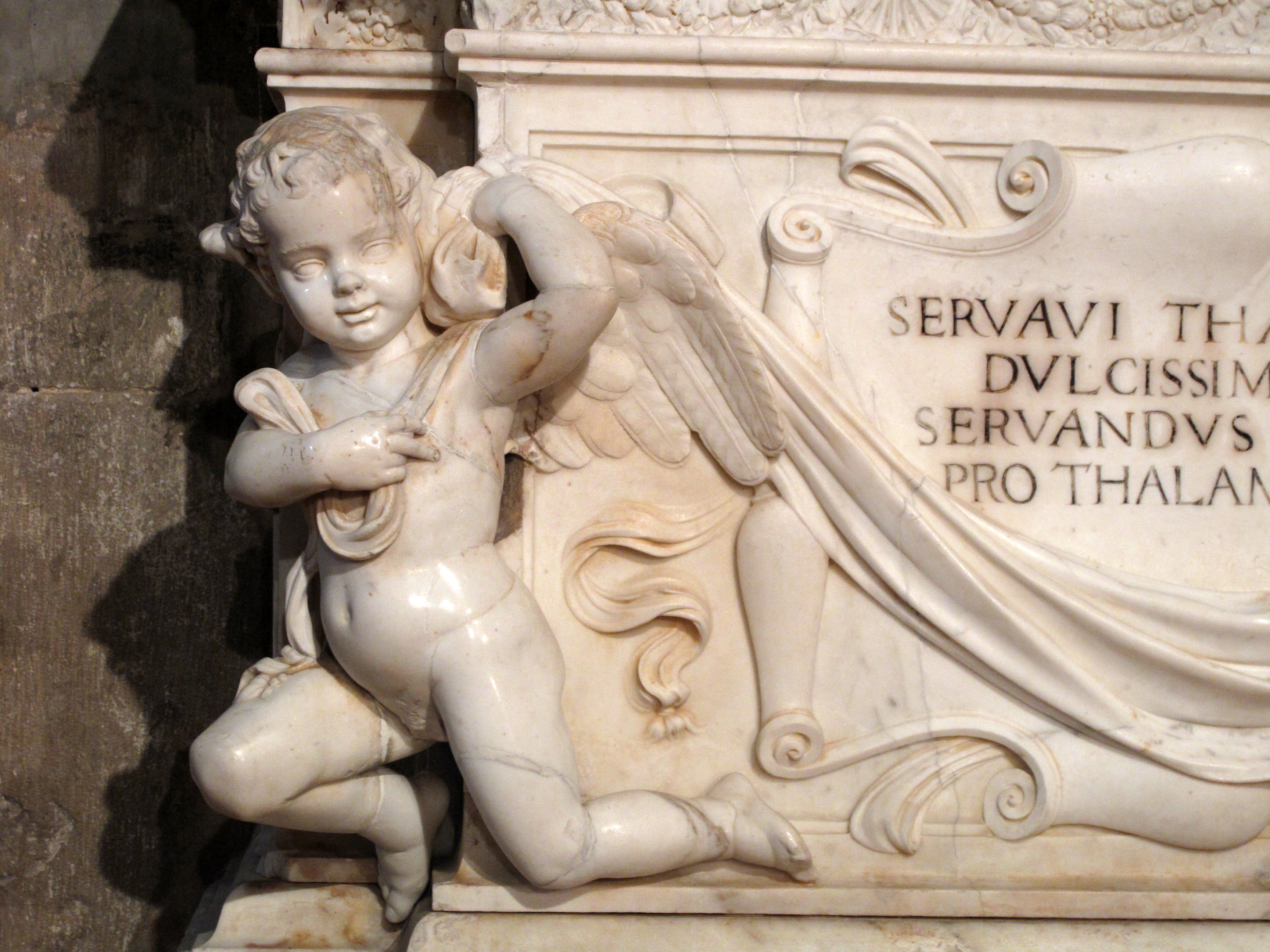
Detalle de un angelote.

Este arcosolio lo sostienen unas cariátides junto con unas pilastras de estilo jónico decoradas con atributos militares entre las que están colocadas dos figuras femeninas simbolizando la Paz. Por encima de la figura del yacente se encuentra la representación en un alto relieve del Entierro de Cristo. En la imposta dentro de unos grandes medallones hay unas figuras ofreciendo al difunto una corona y una palma que significan la Gloria y la Fama. En el friso superior se pueden ver escenas de marchas de tropas y otras historias militares. Una gran cornisa, decorada con gran detalle, sostiene en el centro la imagen de una Virgen con Niño rodeada de dos ángeles con las alas extendidas. En ambos lados se encuentran unas estatuas sentadas. Debajo de la imagen de la Virgen, se puede ver el escudo de armas y la inscripción: 
La base del sepulcro está cubierto con relieves con la narración de batallas terrestres y marítimas llevadas a cabo por el virrey Folc de Cardona. En el zócalo se encuentra la firma del autor «Joannes Nolanus faciebat».